# Zahrádky (Boemia meridionale)
Zahrádky è un comune della Repubblica Ceca facente parte del distretto di Jindřichův Hradec, in Boemia Meridionale.